# 朝日放送集團控股
朝日放送集團控股（日语：／ Asahi Hōsō Gurūpu Hōrudin gusu）是日本一家依据《广播法》而成立认证广播控股公司。公司于2018年3月31日改组完毕并于同年4月1日正式启用，这是一家面向近畿广域圈为广播对象地区的特定地面基干广播业者，同时还是一家兼有调幅广播事业与地面电视事业的“电电兼营台”。其电台事业子公司是同时隶属日本广播网和全国广播网的“跨网台”；而其电视事业子公司则是隶属全日本新闻网的准核心台。近年来，朝日放送集团控股很少对外再使用“朝日放送”这个正式名称，而是转而使用这个英文缩写名称。
有关朝日放送集团控股的电台事业子公司请参见朝日放送电台公司；而其电视事业子公司请参见朝日放送电视公司。

## 资本构成
朝日放送集团控股同时也是其自身大股东朝日新闻社的股东（74,000股，占股2.31%）。本章节所涉及团体、公司名均采用当时名称。

### 最新资本构成
| 2016年3月31日 | 2016年3月31日 | 2016年3月31日 |
| 资本金        | 总发行股份    | 股东数        |
| ------------- | ------------- | ------------- |
| 52.998亿日元  | 41,833,000股  | 17,580        |

| 股东名称           | 持股数      | 持股比例 | 投票比例 |
| ------------------ | ----------- | -------- | -------- |
| 朝日新闻社         | 6,224,900股 | 14.88%   | 15.24%   |
| 朝日电视控股公司   | 3,877,600股 | 9.26%    | 9.49%    |
| 香雪美术馆         | 2,930,000股 | 7.00%    | 7.17%    |
| 帝京大学集团       | 1,554,000股 | 3.71%    | 3.80%    |
| 朝日新闻储蓄互助社 | 1,500,000股 | 3.58%    | 3.67%    |
| 大阪瓦斯           | 1,065,000股 | 2.54%    | 2.60%    |
| 日本生命保险       | 1,005,200股 | 2.40%    | 2.46%    |
| 近铁巴士           | 800,000股   | 1.92%    | 1.95%    |
| 竹中工务店         | 776,600股   | 1.85%    | 1.90%    |
| 里索那银行         | 763,500股   | 1.82%    | 1.86%    |
| 库藏股             | 996,087股   | 2.38%    | 0.00%    |

## 主要关联公司
- ABC媒体传播（日语：エー・ビー・シーメディアコム）（ABC电话商店中心 / 电台节目制作 / 中之岛唱片运营）
- ABC Libra（日语：ABCリブラ）（原名ABC档案馆；负责电视节目制作及视频存储管理）
- ABC尖端控股（广播事业相关业务的中间控股公司）
  - ABC动画（日语：ABCアニメーション）（动画业务公司）
  - ABC国际（海外业务公司）
  - ABC特许商业（特许事业及产品销售业务公司）
- ABC高尔夫俱乐部（高尔夫球场运营及Mynavi ABC锦标赛（日语：ABCチャンピオンシップゴルフトーナメント）赛事运营）
- sky-A（日语：スカイ・エー）（负责CS广播业务运营；虽然其和地面电视运营公司分属不同法人，但其广播业务基本外包给朝日放送电视公司。）
- ABC开发（样板房示范业务ABC住房（日语：ABCハウジング）、保险代理及广告代理）
  - ABC住房（日语：ABCハウジング）（主营关东地区）
  - 房屋设计中心（位于神户）